# 1962 في الكويت

## المناصب
- أمير الدولة : عبد الله السالم الصباح
- رئيس الوزراء: عبد الله السالم الصباح (منذ 17 يناير)[1]

## مواليد
- عبد العزيز البلوشي - لاعب كرة قدم
- أحمد السلمان - ممثل
- خالد الشليمي - لاعب وعضو مجلس أمة
- فايزة كمال - ممثلة مصرية